# Sialia mexicana
Sialia mexicana Swainson, 1832 è un uccello della famiglia Turdidae.

## Descrizione
Lunga circa 20–32 cm, pesante 60 g, ha una colorazione stabile: blu\indaco e in estate azzurro scuro, col petto giallastro\biancastro.

## Distribuzione e habitat
Vive in Canada, Stati Uniti e Messico.